# Влади (Ангельський лик)

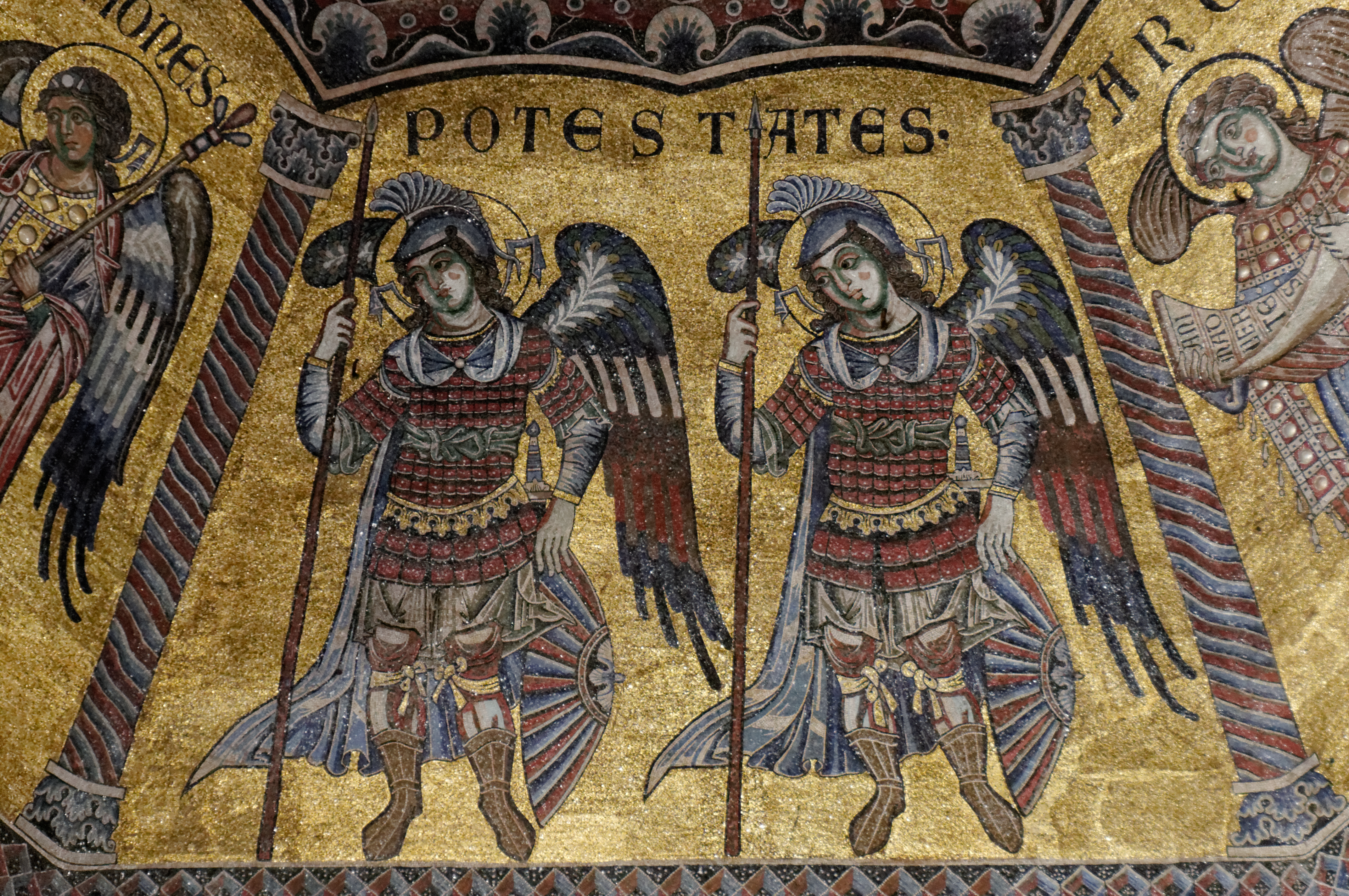
Ангели-влади; мозаїка XIII століття, Флорентійський баптистерій.

Влади[джерело?] (дав.-гр. εξουσίες, лат. potestates, завжди множина) — ангельський чин. В ангельській ієрархії належить другій тріаді (другий лик, рівень), куди також входять Панування і Сили.

## Влади в ангелології

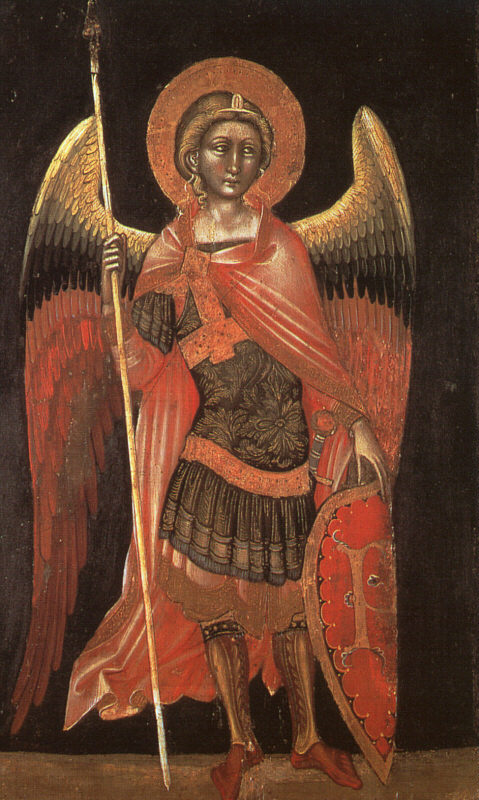
Ангел авторства італійця Гуаріенто ді Арпо; 1354; Муніципальний музей Еремітів (Падуя) (Musei civici agli Eremitani)

### Новий Завіт
У Новому Завіті чин Влади згадуються у посланнях апостола Павла до Колосян і до Ефесян та 1 посланні ап. Петра: «бо Ним створено все, що на небесах і що на землі, видиме і невидиме; чи престоли, чи господства, чи начальства, чи влади, — усе Ним і для Нього створено;(Кол 1:16)», «вище від усякого начальства‚ і влади, і сили, і панування, i всякого імені, названого не тільки в цьому віці, але і в майбутньому…(Еф 1:21)», «Який, зійшовши на небо, перебуває праворуч Бога і Якому скорились ангели, i влади, і сили. (1 Петр 3:22)»
Порядок перерахування чинів тут різний. «Ареопагітики» — перша з праць, яка дала найбільш розвинену форму вчення про девятичинну ангельську ієрархію. Питання про відносне старшинство ангельських чинів вимагає додаткових уточнень.
Разом з тим, у двох інших розділах, де потрібно назвати повний склад тріади, порядок перерахування її елементів неоднаковий:
- глава 6, § 2: «Друга ступінь містить в собі Влади, Панування і Сили»
- глава 9, § 2: «друга, яку складають святі Панування, Сили і Влади»[1].

Це невідповідність вимагала від богословів додаткових уточнень, які згодом були викладені в Схоліях (коментарях) до «Ареопагітиків».

За «Ареопагитиками», вся друга (середня) тріада носить загальну назву Божественних, або Богопричасних, Умів. При її описі Діонісій перед кожним ім'ям чину пише «святий», зайвий раз підкреслюючи, що мова йде про особливих, святих Владах господствах і силах. 
Святі Влади, в «Ареопагітиках» — це ранг, «стрункий і здатний до прийняття Божественних осяянь». Забезпечуючи «влаштування передсвітового духовного панування», носії цього чину не вживають «самовладно на зло даровані могутні сили», а, наскільки можливо, прагнуть уподібнитися Богові як «Джерелу і Подателю всякої влади», удосконалюючи себе «в абсолютно-істинному використанні своєї могутньої сили».